# フレデリック・バイエル
フレデリック・バイエル（Fredrik Bajer、1837年4月21日 - 1922年1月22日）はデンマークの作家、教師、平和主義者、政治家で、1908年にポントゥス・アルノルドソンとともにノーベル平和賞を受賞した。

## 人物
聖職者の家に生まれたバイエルはデンマーク陸軍に従軍し、1864年のプロイセンとオーストリアを相手とした戦争に参加した（第二次シュレースヴィヒ＝ホルシュタイン戦争）。中尉まで昇進して1865年に軍を離れ、コペンハーゲンに移住して教師、翻訳家、作家となった。
1872年に国会議員に当選し、23年間務めた。国会議員として、彼は国家間の紛争の解決に国際調停を積極的に用い、彼の活躍もあってデンマークは列国議会同盟の原加盟国となり、役職も得た。またデンマークやヨーロッパ内の多くの平和組織を支援し、スウェーデンとノルウェーの間の紛争の解決にも尽力した。